# Vu (týdeník)
Vu byl francouzský týdeník pod vedením Luciena Vogela, který vycházel od 21. března 1928 do 29. května 1940.
Inspiroval se časopisem Berliner Illustrierte Zeitung a měl ve své době nezanedbatelné místo v historii fotožurnalistiky za svůj významný přínos v publikování obrazových zpráv. Vu byl v úzkém spojení s magazínem Lu, který nabízel přehled mezinárodního tisku přeložený do francouzštiny.
Ze známých zahraničních fotografů do něj přispívali André Kertész, Brassaï, Germaine Krull, Robert Capa, Serge de Sazo, Gerda Taro, Marcel Ichac nebo novinář Lucien Vogel. Z českých fotožurnalistů to byl například Hans Ernest Oplatka.